# Gerald Gartlehner
Gerald Gartlehner (* 30. März 1969 in Steyr) ist ein österreichischer Gesundheitswissenschaftler und klinischer Epidemiologe. Er zählt zu den weltweit obersten Prozent der am meisten zitierten Forscher.

## Leben
Von 1987 bis 1994 studierte Gartlehner Humanmedizin an der Medizinischen Universität Wien. Anschließend absolvierte er von 1996 bis 2000 eine Ausbildung für Allgemeinmedizin in Wien.
Von 2001 und 2002 studierte Gartlehner Public Health an der University of North Carolina (UNC) at Chapel Hill, USA und schloss mit einem Master of Public Health ab. Bis 2007 arbeitete er am Sheps Center for Health Services Research der University of North Carolina und spezialisierte sich auf die Durchführung von Evidenzsynthesen.
Seit 2008 ist Gartlehner Professor für Evidenzbasierte Medizin an der Universität für Weiterbildung Krems, wo er das von ihm gegründete Department für Evidenzbasierte Medizin und Evaluation leitet. 2017 wurde das Department zum WHO Collaborating Centre for Evidence-based Medicine umbenannt. Seit 2010 ist er Direktor von Cochrane Österreich.
2011 habilitierte sich Gartlehner an der Medizinischen Universität Wien im Fach Epidemiologie.
Seit 2011 ist Gartlehner stellvertretender Direktor des RTI International – University of North Carolina Evidence based Practice Center in den USA.
2017/2018 war Gartlehner Mitglied des Boards of Trustees von Cochrane, er trat nach dem umstrittenen Ausschluss von Peter Gøtzsche aus Cochrane von dieser Position zurück.
Gartlehner war und ist Mitglied in zahlreichen wissenschaftlichen Beiräten und Kommissionen, unter anderen des IQWIG, der Gesundheit Österreich GmbH, des Obersten Sanitätsrats des Bundesministeriums für Gesundheit und des österreichischen Screening Komitees.
Gartlehner hat Lehraufträge an der Karl Landsteiner Privatuniversität für Gesundheitswissenschaften, der Sigmund Freud Privatuniversität Wien und der Université Paris Descartes. 2023 wurde er in der Liste der Highly Cited Researchers im Bereich Sozialwissenschaften aufgeführt.

## Arbeits- und Forschungsschwerpunkte
- Methodik von Systematischen Übersichtsarbeiten, Rapid Reviews und Meta-Analysen
- Aufbau und Entwicklung des Departments für Evidenzbasierte Medizin und Evaluation an der Donau-Universität Krems
- Aufbau von Cochrane Österreich und eines WHO Collaborating Centre for Evidence-based Medicine
- Arbeiten zu Screening und Präventionsmedizin
- Arbeiten zur vergleichenden Effektivität und Sicherheit von Psychopharmaka
- Rapid Reviews für die WHO zu Quarantäne und Screening während der Corona-Pandemie
- Methodische Begleitung von klinischen Leitlinien
- Forschungstransfer in die medizinische Praxis und zu Patienten und Bürgern

## Veröffentlichungen
- Publikationen von G. Gartlehner im Worldcat
- Publikationen von G. Gartlehner in PubMed